# Угринич, Велько
Ве́лько У́гринич (хорв. Veljko Ugrinić; 28 декабря 1885, Стара Градишка, Королевство Хорватия и Славония, Австро-Венгрия — 15 июля 1958, Загреб, ФНРЮ) — югославский хорватский футболист, первый в истории тренер сборной Югославии (Королевства СХС). Участник Олимпиады 1920 года.

## Биография
Футболом начал заниматься в 1903 году, став одним из основателей загребского клуба ПНИШК (хорв. PNIŠK — Prvi Nogometni i Športski Klub), помимо игры в футбол, занимался ещё и лёгкой атлетикой, после Первой мировой войны был членом атлетической секции спортивного клуба «Конкордия», в 1919 году стал основателем и первым президентом Легкоатлетического союза Хорватии и Славонии, а затем в 1921 году и Югославского легкоатлетического союза, который возглавлял до 1937 года. Кроме того, с 1919 по 1937 год был членом Югославского олимпийского комитета. По профессии был стоматологом. 
Умер Велько Угринич на 73-м году жизни 15 июля 1958 года в Загребе.

### Тренерская карьера
Возглавлял главную национальную сборную Королевства СХС с 1919 по 1924 год, первый матч под его руководством сборная сыграла 28 августа 1920 года в игре против сборной Чехословакии на Олимпиаде 1920 года, эту встречу его команда проиграла со счётом 0:7, а последний раз Велько возглавлял команду 10 февраля 1924 года в товарищеском матче в Загребе со сборной Австрии, который проиграла со счётом 1:4. Всего под его руководством сборная провела 10 матчей, из которых 3 выиграла, 6 проиграла и 1 сыграла вничью.
Все матчи сборной Королевства СХС под руководством Угринича:
| №   | Дата            | Соперник     | Счёт        | Город     | Зрители | Турнир       |
| --- | --------------- | ------------ | ----------- | --------- | ------- | ------------ |
| 1.  | 28 августа 1920 | Чехословакия | 0 : 7 (0:3) | Антверпен | 600     | Олимпиада    |
| 2.  | 2 сентября 1920 | Египет       | 2 : 4 (1:2) | Антверпен | 500     | Олимпиада    |
| 3.  | 28 октября 1921 | Чехословакия | 1 : 6 (1:0) | Прага     | 10.000  | Товарищеский |
| 4.  | 8 июня 1922     | Румыния      | 1 : 2 (1:1) | Белград   | 5.000   | Товарищеский |
| 5.  | 28 июня 1922    | Чехословакия | 4 : 3 (1:3) | Загреб    | 6.000   | Товарищеский |
| 6.  | 1 октября 1922  | Польша       | 1 : 3 (1:1) | Загреб    | 4.000   | Товарищеский |
| 7.  | 3 июня 1922     | Польша       | 2 : 1 (1:0) | Краков    | 13.000  | Товарищеский |
| 8.  | 10 июня 1923    | Румыния      | 2 : 1 (2:0) | Бухарест  | 15.000  | Товарищеский |
| 9.  | 28 октября 1923 | Чехословакия | 4 : 4 (2:4) | Загреб    | 6.000   | Товарищеский |
| 10. | 10 февраля 1924 | Австрия      | 1 : 4 (0:1) | Загреб    | 10.000  | Товарищеский |